# Anathetis diversa
Anathetis diversa är en fjärilsart som beskrevs av Emilio Berio 1976-1977 [1977. Anathetis diversa ingår i släktet Anathetis och familjen nattflyn. Inga underarter finns listade i Catalogue of Life.